# Laure Touyé
Laure Touyé (Blagnac, 12 maggio 1996) è una rugbista a 15 francese, tallonatrice del Montpellier.

## Biografia
Originariamente dedita al judo (categoria dapprima -63 e poi −70 kg), fu aggregata al polo federale giovanile di Tolosa, città dove venne a contatto il rugby per via della coabitazione con gli allievi del comitato regionale di tale disciplina, tra i quali figuravano alcuni suoi amici; lasciato il judo iniziò a giocare a rugby a Grenade prima di tornare a Blagnac.
Originariamente centro, passò in prima linea a pilone per poi essere trasformata in tallonatrice in nazionale, in cui esordì a novembre 2016 contro gli Stati Uniti giocando meno di tre minuti effettivi: entrata infatti al 70' come sostituta, dopo circa due minuti e mezzo di gioco fu mandata dall'arbitro al sin bin per 10 minuti e quindi non finì la partita.
Fuori dall'attività sportiva svolge il lavoro di animatrice supplente per l'infanzia e fa parte dal 2019 del programma federale professionistico, essendo entrata nel primo gruppo di 25 rugbiste di alto livello cui la FFR assicurò uno stipendio.
Nel 2022 è stata inclusa nella rosa della squadra francese alla Coppa del Mondo di rugby femminile 2021, tenutasi con un anno di posticipo rispetto alla scadenza prevista a causa dei rinvii a seguito della pandemia di COVID-19.
Nei quarti di finale contro l'Italia ha realizzato la sua prima meta del torneo.